# Ромен Мас
Ромен Мас (хол. Romain Maes; 10. август 1912 — 22. фебруар 1983) је бивши белгијски професионални бициклиста у периоду од 1933. до 1944. Мас је освојио Тур де Франс 1935. године, што му је био највећи успех у каријери. На Туру је био лидер од почетка до краја.

## Каријера
Рођен је 10. августа 1912. као тринаесто дете у породици. Бициклизмом је почео да се бави са 17 година, а професионалац је постао 1933. када је исвојио Омлоп трку. Наредне године је учествовао на Тур де Франсу, на две етапе је завршио други, а Тур је напустио током десете етапе, када је пао и завршио у болници.
1935. Мас је освојио Тур де Франс, победивши на три етапе и био је лидер од почетка до краја Тура. Победом је прекинуо шестогодишњу доминацију Француза и постао је херој Белгије. Мас је Тур возио још два пута, али није успио да га заврши.
1936. године, освојио је Париз—Рубе, али му победа није додељена, јер су судије одлучиле да је победник Француз Жорж Спеше.
1938. био је близу победе на трци Париз—Брисел. Ушао је на велодром, где се трка завршавала, прошао линију и стао. Пратиоци су га престигли јер је био остао још један круг, Мас је то касно схватио и победио је Маркел Кинт.
1944. године, завршио је каријеру и отворио је бар "Жута мајица".